# 难忘今宵
《难忘今宵》（中央广播电视总台春节联欢晚会结束曲），一首为中央广播电视总台春节联欢晚会创作的歌曲，乔羽词、王酩曲，内容是纪念团聚、祝福国家。
1984年，央视在筹备第二届春晚时，总导演黄一鹤邀请乔羽、王酩为晚会写首结束曲，风格简单、通俗。当年的春晚上，李谷一演唱了《难忘今宵》，此後二十余年便一直作为央视春晚的尾声结尾片尾结束曲（1986年—1989年、1995年、2012年除外）。固然它保持著传唱记录，但亦有人认为这是中国歌坛的遗憾，期待有更好作品超越《难忘今宵》。在2012年春节晚会中，《难忘今宵》被新创作的《天下一家》所替代，但从播出效果上看，《天下一家》不如《难忘今宵》传唱广泛，故2013年春晚尾声结尾片尾结束曲用回《难忘今宵》。2023年至2025年，李谷一因身体原因缺席录制春晚，故《难忘今宵》改由其他表演者演唱。
2011年，在“爱我中华——乔羽作品演唱会”上，84岁高龄的乔羽在演唱会结尾与李谷一含泪合唱《难忘今宵》，将演出气氛推向顶点，成为一经典瞬间。